# Клокман, Валентина Рудольфовна
Валентина Рудольфовна  Клокман (1915—1984) — советский учёный, доктор химических наук, профессор, лауреат премии им. В. Г. Хлопина.
Окончила химический факультет Ленинградского государственного университета (1938). Работала в Институте метрологии. Эвакуирована из блокадного Ленинграда осенью 1941 года.
С 1942 г. в Казани, в ИОНХ АН СССР. В 1943 г. поступила в аспирантуру Радиевого института, научный руководитель — академик В. Г. Хлопин. Тема диссертации — изучение распределения радия между расплавом и кристаллами изоморфных солей.
Работала в Радиевом институте всю оставшуюся жизнь, последняя должность — зав. лабораторией. Тема научных интересов — классические исследования по распределению радиоактивных элементов между двумя фазами в солевых расплавах.
В 1964 г. защитила докторскую диссертацию на тему «Изучение микрокомпонентов между расплавом и твердой фазой».
Перевела книгу:
- Прикладная радиохимия [Текст] : Лекции, прочит. в Корнельск. ун-те / Отто Хан ; Пер. В. Р. Клокман ; Под ред. акад. В. Г. Хлопина. — Ленинград ; Москва : Госхимиздат, 1947 (Л. : тип. им. Евг. Соколовой). — 276 с. : ил.; 22 см.

Лауреат премии им. В. Г. Хлопина 1962 года — за комплекс работ в области соосаждения радиоэлементов с различными осадками.
Муж (с 1938) — радиохимик Александр Ефимович Полесицкий (1907—1944).